# Pocket Kodak (1895)
La Pocket Kodak és una càmera de petites dimensions que va ser introduïda el Juliol del 1895 als Estats Units d'Amèrica. Es tracta d'una càmera amb forma de caixa de fusta recoberta de pell, que utilitzava la cinta de cel·luloide per a registrar les fotografies. A més, la càmera incorporava un petit visor mitjançant el qual el fotògraf podia controlar els valors de l'exposició fotogràfica. Aquesta càmera és un producte important dins de la història de la fotografia perquè va contribuir a la democratització de la fotografia en l'última dècada del segle xix, facilitant l'accés a realitzar fotografies a tota la població.

## Característiques
La càmera Pocket Kodak utilitzava el mecanisme de cel·luloide número 102 amb un carret perforat d'un cantó realitzat expressament per aquest model de càmera. La mida de les imatges que disparava era de 35x50mm. La càmera venia de fàbrica amb 12 carrets de cel·luloide incorporats a la caixa, però no estaven preparats per ser utilitzats. El visor pel qual el fotògraf observava allò que volia capturar era rodó, i va ser canviat per un de quadrat en models posteriors de la Pocket Kodak. A més, la càmera era una caixeta de fusta recoberta amb pell (inicialment la pell era de color vermell, més tard es van fabricar càmeres amb pell negra). La càmera també podia ser utilitzada fent servir làmines fotogràfiques, tot i que, llavors havia de ser recarregada en un espai fosc (en aquest cas, la part del darrere de la càmera es podia extreure i en el seu lloc s'hi situava una placa de metall). Cal destacar que la càmera era d'una mida reduïda: per això va ser anomenada Pocket Kodak (Kodak "de butxaca").
Pel que fa a les característiques formals de la càmera, la Pocket Kodak disposava d'una obertura fixa de diafragma de f10 la qual feia 65mm de diàmetre. L'obturador era instantani i es disposava en una petita placa. La velocitat d'obturació disponible era de 12, 1, 1/2" i 2". A més, el panell d'obturació era desmuntable.

## Publicitat
La Pocket Kodak del 1895 era venguda per 5$. El lema publicitari utilitzat per popularitzar la càmera va ser "Big Pictures From a Little Camera" (grans fotos d'una petita càmera) a part de l'emblema ja utilitzat anteriorment per altres càmeres Kodak de "One Button Does It, You Press It" (un botó ho fa tot, tu només l'has de prémer). A més, l'anunci de la Pocket Kodak afirmava que:
- El client podia guardar la càmera a la butxaca.
- Tan sols pesava 5 unçes.
- Les fotografies fetes podien ser engrandides en formats més grans sense problema.
- Podia recarregar-se amb cinta de cel·luloide o amb panells de vidre en plena llum del dia.
- Afirmava que no es tractava d'una joguina, sinó d'una Kodak completa a petita escala.
- Destacava que tenia el mateix valor que una càmera de 75$.
- Podia ser utilitzada en trípodes o a mà.
- El paquet de la càmera incloïa un manual d'aquesta molt detallat.

A més, l'anunci incorporava una fotografia de la càmera agafada per una mà, posant a prova, així, la mida reduïda de la càmera.
Aquesta càmera estava enfocada a usuaris aficionats (que no estaven interessats en els avanços tècnics i artístics de la fotografia), i en certa manera, va ajudar a popularitzar la fotografia. Les fotografies disparades per la Pocket Kodak acostumaven a ser d'àmbit familiar.

## Altres models
La primera Pocket Kodak va ser anunciada el Juliol del 1895, però aquest mateix model va tenir moltes més versions. L'any 1896, a causa de l'èxit de la primera versió, Eastman Kodak Co. va llançar una nova versió actualitzada a la venta. El visor d'aquesta nova versió era ara rectangular i disposava de tres velocitats d'obturació per triar, l'objectiu era estandarditzar-ne el disseny. L'any 1987 aparegué el primer model de Folding Pocket Kodak que permetia obrir la càmera de manera que la lent es desplaçava lleugerament. Ben entrat el segle XX l'any 1972, apareix la Pocket Kodak Instamatic', un model de càmera enfocat a la fotografia instantània.